# Phalangiidae
Phalangiidae  este o familie de opilonide, care cuprinde în jur de 380 de specii. Cel mai răspândit reprezentant este Phalangium opilio, întâlnit și în România. Această familie nu trebuie să fie confundată cu fam. Phalangodidae dun subordinul Laniatores. 

Numele familiei (cât și a genului Phalangium) provine de la un cuvânt din limba greacă  - phalangion, adicǎ cosaș.

Picioare au în lungime 10 cm, iar corpul nu mai mult de 1 cm, ochii proieminenți sunt așezați median pe prosomă. Masculii au chelicere mai alungite decât femelele. Femelele depun între 20 și 100 de ouă în crăpăturile din scoarță și sol. Cele mai multe specii sunt nocturne. Phalangiidae sunt opiloni atât prădători, cât și necrofagi.

Ei locuiesc printre stânci și în litieră, unele specii s-au adoptat la viața în locuințele umane. 

## Sistematica
Familia este divizatǎ în 5 subfamilii, grupând 48 de genuri.
- Dicranopalpinae

- Amilenus Martens, 1969 (1 specie) - Europa Centrală;
- Dicranopalpus Doleschall, 1852 (12 specii) - Europa, Ameraca de Sud;
- Lanthanopilio Cokendolpher & Cokendolpher, 1984 (1 specie).

- Oligolophinae Banks, 1893

- Lacinius Thorell, 1876 (17 specii) - China, Europa, America de Nord;
- Mitopiella Banks, 1930 (1 specie) - Borneo;
- Mitopus Thorell, 1876 (9 specii) - Europa, Asia, America de Nord.;
- Odiellus Roewer, 1923 (17 specii) - Europa, Asia, Africa de Nord, America de Nord;
- Oligolophus C. L. Koch, 1871 (4 specii) - Europa, China;
- Paralacinius Morin, 1934 (1 specie)
- Paroligolophus Lohmander, 1945 (1 specie) -  Europa Centrală
- Roeweritta Silhavý, 1965 (1 specie).

- Opilioninae C.L. Koch, 1839

- Egaenus C.L. Koch, in Hahn & C.L. Koch 1839 (14 species; Eurasia)
- Himalphalangium Martens, 1973 (5 species)
- Homolophus Banks, 1893 (25 species; central Asia, North America)
- Opilio Herbst, 1798 (63 specii) - Europa, Asia;
- Scleropilio Roewer, 1911 (1 specie) - AsiaCentralǎ.

- Phalangiinae Latreille, 1802

- Acanthomegabunus Tsurusaki, Tchemeris & Logunov, 2000 (1 specie) - Siberia;
- Bactrophalangium Silhavý, 1966 (2 specii)
- Bunochelis Roewer, 1923 (2 specii - Insulele Canare;
- Coptophalangium Starega, 1984 (1 specie);
- Cristina Loman, 1902 (13 specii) - Africa;
- Dacnopilio Roewer, 1911 (4 species; Africa)
- Dasylobus Simon, 1878 (19 specii) - sudul Europei, nordul Africii;
- Graecophalangium Roewer, 1923 (5 specii) - Grecia, Macedonia;
- Guruia Loman, 1902 (5 speci) - Africa;
- Hindreus Kauri, 1985 (3 specii) - Africa;
- Leptobunus Banks, 1893 (5 specii) - America de Nord;
- Liopilio Schenkel, 1951 (2 specii) - Alaska;
- Liropilio Gritsenko, 1979 (2 specii) - Rusia, Kazakhstan;
- Megistobunus Hansen, 1921 (3 specii);
- Metadasylobus Roewer, 1911 (8 species) - sudul Europei, Grecia, Insulele Canare;
- Metaphalangium Roewer, 1911 (15 specii) - Europa de Sud, Africa de Nord, Asia mică, Insulele Canare;
- Odontobunus Roewer, 1910 (9 specii) - Africa;
- Parascleropilio Rambla, 1975 (1 specie);
- Phalangium Linnaeus, 1758 (35 specii) - Africa, Europa , Asia, Cuba;
- Ramblinus Starega, 1984 (1 specie) - Madeira;
- Rhampsinitus Simon, 1879 (47 specii) - Africa;
- Rilaena Silhavý, 1965 (8 specii) - Europa;
- Tchapinius Roewer, 1929 (1 specie) - peninsula Kamchatka;
- Zachaeus C.L. Koch, 1839 (10 specii) - Europa de Sud-Est, Asia micǎ.

- Platybuninae Starega, 1976

- Buresilia Silhavý, 1965 (2 specii);
- Lophopilio Hadzi, 1931 (2 specii);
- Megabunus Meade, 1855 (6 specii) - Europa;
- Metaplatybunus Roewer, 1911 (8 specii) - Grecia;
- Paraplatybunus Dumitrescu, 1970 (2 specii);
- Platybunoides Silhavý, 1956 (1 specie);
- Platybunus C.L. Koch, 1839 (22 specii) - Europa, Sumatra;
- Rafalskia Starega, 1963 (1 specie) - Asia micǎ;
- Stankiella Hadzi, 1973 (2 specii).